# Цимбопогон

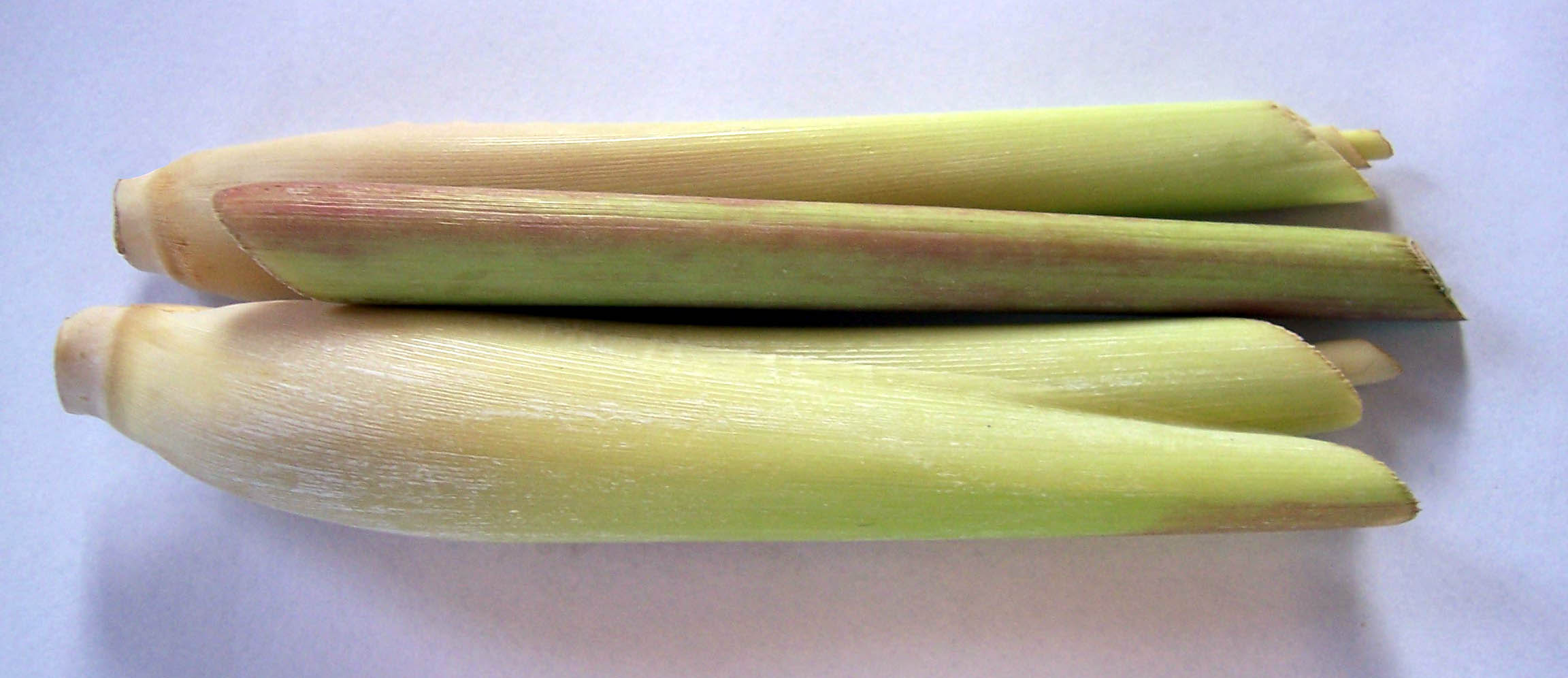
Готовий до вживання цимбопогон

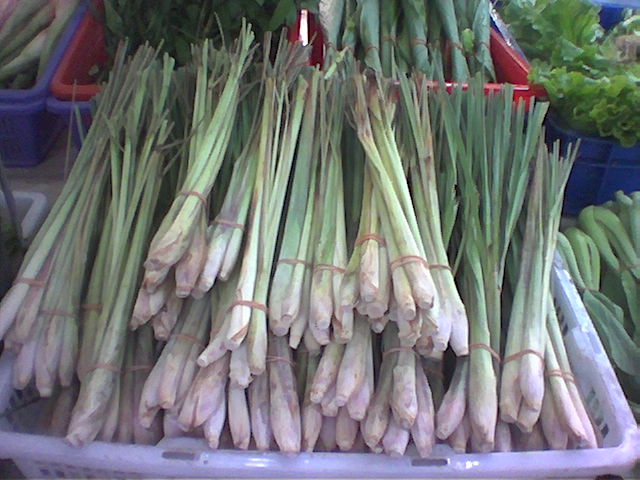
Лимонне сорго на ринку

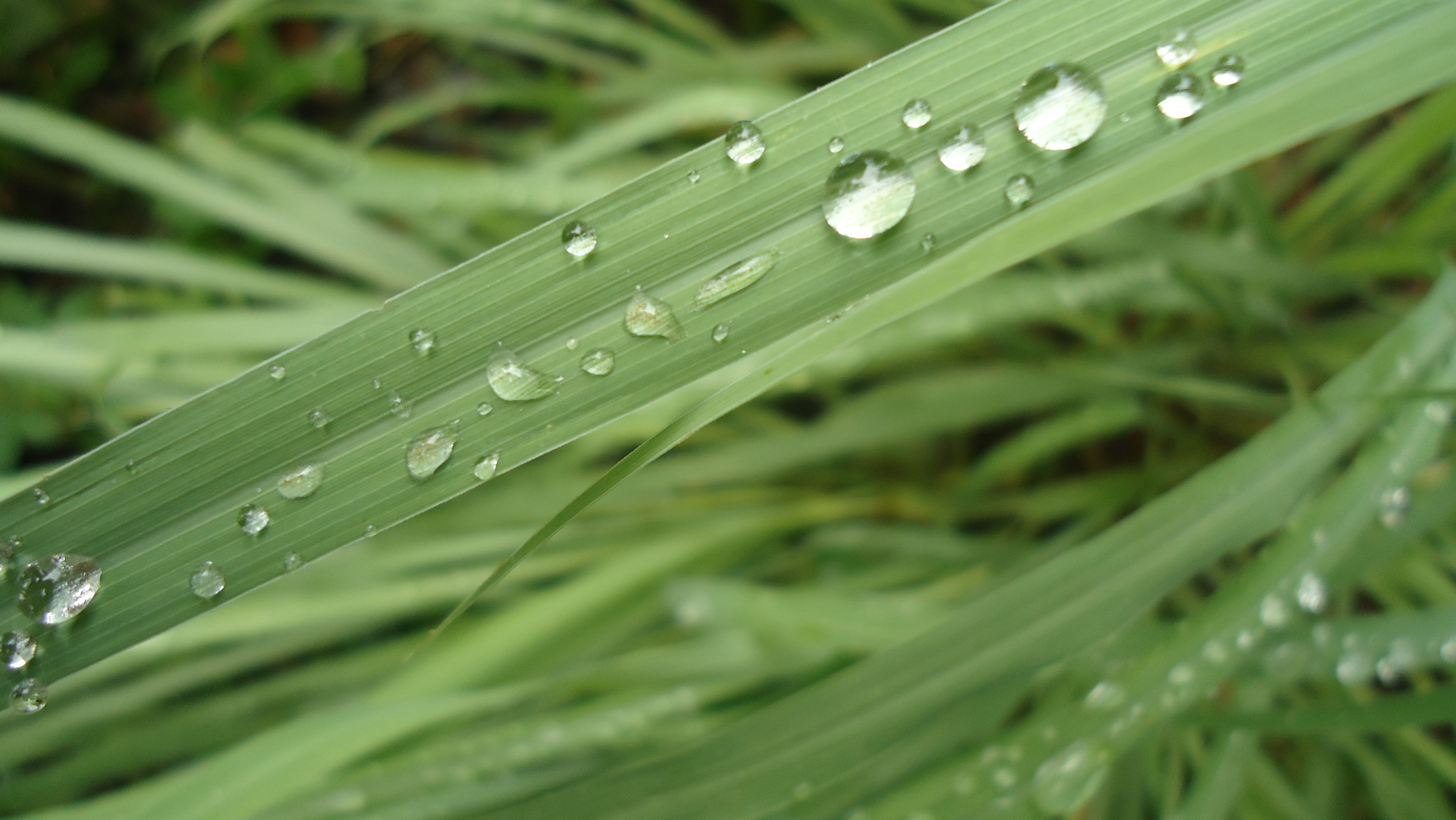
Cymbopogon citratus з Філіппін

Цимбопого́н (Cymbopogon) — рід рослин родини тонконогових, що складається приблизно з 55 видів, відомих як лимо́нне со́рго, лимо́нний злак, цитроне́лла або лемонгра́с. Походить з теплих і тропічних регіонів Старого Світу. Висока багаторічна трав'яниста рослина.

## Культивація і застосування
Лимонне сорго широко використовується як приправи в азійській та карибській кухнях. Воно має цитрусовий аромат, може бути висушене та змелене, може використовуватися свіжим. Стебло, за винятком м'якої серцевини, занадто жорстке, щоб його їсти. Однак воно може бути тонко порізане для додавання у страву. Також його можна розім'яти і додати цілком, так як в цьому випадку разом з соком із стебел добре вивільняються ароматичні олії. Основний компонент лимонного сорго — цитраль. Азійський і Карибський лемонграсс майже не відрізняються своїми властивостями, але для вирощування в відкритому ґрунті у нашій кліматичній зоні використовується виключно більш стійкий до зимування Карибський (Лемонграсс техаський) сорт.
Ця рослина зазвичай використовується в чаях, супах і каррі. Також підходить до страв з пташиного м'яса, риби та морепродуктів. Часто використовується як чай в Африці.
Східно-індійське лимонне сорго ( Cymbopogon flexuosus), також називають кохінхінкською або малабарською травою, походить з Камбоджі, Індії, Шрі-Ланки, М'янми і Таїланду, тоді як Західно-індійське лимонне сорго (Cymbopogon Citratus), як припускають, родом з Малайзії. Незважаючи на те, що обидва ці сорти взаємозамінні, Cymbopogon Citratus більше підходить для приготування їжі. Cymbopogon Citratus в Індії також використовують в медичних цілях та у парфумерії. З цих рослин отримують ефірну (лемонграссову) олію.
Лемонграсова олія використовується як пестицид і консервант. Дослідження показують, що ефірна олія лемонграссу має протигрибкову дію. Незважаючи на свою здатність відлякувати комах, олія лемонграссу широко використовується як «приманка» для залучення бджіл.
Цитронелла (Cymbopogon Nardus та Cymbopogon winterianus) подібна до вищезгаданих видів, але виростає до 2 метрів у висоту та має черешки червоного кольору. Ці сорти застосовуються у виробництві ефірної олії, яка використовується в милі як протимоскітний засіб в спреях і свічках, та для ароматерапії, яка популярна в Індонезії. Основні хімічні компоненти цієї олії — гераніол і цитронеллол є антисептиками, і тому використовуються в домашніх засобах для дезінфекції та при виготовленні мила, а також цитронелаль. Крім виробництва олії, цитронелла також використовується з кулінарною метою, наприклад, як чай.
Пальмороза (Cymbopogon Martinii) — ще один вид, який використовується в парфумерії. Це багаторічна трава, що росте дернинами, сягає 150 см у висоту, має тонкі листки, та дрібніші, у порівнянні з вищезгаданими видами, черешки. Листя і верхівки квітів містять солодко пахучу олію, що використовується для виробництва гераніолу. Окрім того, це з цієї рослини шляхом дистиляції виробляють однойменну олію, яка цінується в ароматерапії за його заспокійливий ефект, допомагає подолати нервове напруження та стрес.
Лимонна трава також відома як gavati chaha (गवती चहा) у мові маратхі (gavat = траві; chaha = чай), і використовується як добавка до чаю, а в препаратах, таких як kadha, що є традиційним трав'яним «супом», використовується при застуді. Він має цілющі властивості й широко використовується в аюрведичній медицині, допомагає при лікуванні кашлю та закладеності носа.

## Деякі види цимбопогону
- Cymbopogon ambiguus австралійська трава із запахом лимона (походить з Австралії)
- Cymbopogon bombycinus шовковиста олійна трава (походить з Австралії)
- Cymbopogon citratus лемонграсс (Китайською 香茅草; піньїнь: xiāng máo căo)
- Cymbopogon citriodora лемонграсс із Західної Індії
- Cymbopogon flexuosus лемонграсс із Східної Індії
- Cymbopogon martinii пальмароза
- Cymbopogon Nardus цитронелла (У тайській мові ตะไคร้หอม (ta-khrai hom)
- Cymbopogon obtectus шовкові голови (походить з Австралії)
- Cymbopogon procerus (походить з Австралії)
- Cymbopogon proximus знайдені в Єгипті
- Cymbopogon refractus (походить з Австралії)
- Cymbopogon schoenanthus трава верблюда, походить з Південної Азії та Північної Африки
- Cymbopogon winterianus цитронелла